# Dance Me to the End of Love
"Dance Me to the End of Love" es una canción del músico canadiense Leonard Cohen, publicada en el álbum de estudio Various Positions (1984). Desde su publicación, ha sido versionada por numerosos artistas y ha sido descrita como "temblorosa al borde de convertirse en un clásico".
Aunque estructurada como una canción de amor, "Dance Me to the End of Love" está inspirada en el Holocausto. En una entrevista, Cohen dijo sobre la canción: «"Dance Me to the End of Love"... es curioso cómo las canciones comienzan porque el origen de la canción, de cada canción, tiene una especie de grano o semilla que alguien te entrega o que el mundo te da, y por eso el proceso es tan misterioso acerca de cómo escribir una canción. Pero eso vino de escuchar o leer o conocer que en los campos de concentración, al lado de los crematorios, en algunos de los campos de la muerte, un cuarteto de cuerdas era presionado a tocar mientras este horror continuaba. Y estaban tocando música clásica mientras sus compañeros de prisión estaban siendo asesinados y quemados. Por lo tanto, esa música, "llévame bailando hasta tu belleza con un violín ardiente", que significa la belleza allí siendo la consumación de la vida, el final de la existencia y del elemento pasional en esa consumación. Pero es el mismo lenguaje que usamos para entreganos a la persona amada, de ahí la canción: no es importante que nadie conozca el origen de la misma, ya que si el lenguaje viene de ese recurso apasionado, será capaz de abarcar toda la actividad apasionada».
En 1996, Welcome Books publicó un libro titulado Dance Me to the End of Love como parte de la serie Art & Poetry, con letras de la canción junto a pinturas de Henri Matisse.

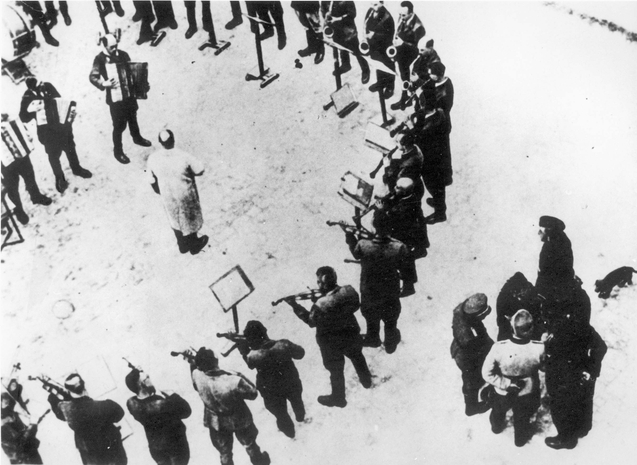
Orquesta de reclusos del campo de concentración nazi Janowska interpretando música durante la ejecución de los reclusos

## Versiones
La cantante de jazz Madeleine Peyroux incluyó una versión de "Dance Me to the End of Love" en su segundo álbum, Careless Love (2004). Fue publicada como segundo sencillo del álbum y ha sido interpretada en directo con frecuencia. En una entrevista con The Huffington Post en 2012, el periódico describió la canción como "una inolvidable versión... sin duda uno de los puntos destacados más brillantes de la música moderna. Una versión inspirada y exquisita que además de dibujar incontables comparaciones con la voz de Billie Holiday, trajo al músico de espíritu libre a la prominencia artística".
«Dance Me to the End of Love» también fue versionada por: 
- Kate Gibson en la banda sonora de la película Strange Days)
- Thalia Zedek en el álbum Been Here and Gone.
- Giannis Parios en griego con el título de MONO AGAPI (Only love)
- Fret and Fiddle en el álbum Jalousie
- Jorge Drexler en el álbum Cara B
- Misstress Barbara en el álbum I'm No Human
- Mark Seymour en la serie de televisión australiana Crashburn.
- The Civil Wars en los álbumes Live at Eddie's Attic y Barton Hollow
- Patricia O'Callaghan en el álbum de 2001 Matador: The Songs of Leonard Cohen
- Klezmer Conservatory Band en el álbum de 2000 Dance Me to the End of Love.[5]